# Paralithosia shaowuica
Paralithosia shaowuica är en fjärilsart som beskrevs av Daniel 1954. Paralithosia shaowuica ingår i släktet Paralithosia och familjen björnspinnare. Inga underarter finns listade i Catalogue of Life.